# Новомильськ
Новоми́льськ — село в Україні, у Здолбунівській міській громаді Рівненського району Рівненської області. Населення становить 730 осіб. До 2020 — орган місцевого самоврядування — Копитківська сільська рада.

## Географія
Село на правому березі річки Усті.

## Історія
У 1906 році село Здовбицької волості Острозького повіту Волинської губернії. Відстань від повітового міста 30 верст, від волості 3. Дворів 77, мешканців 494.
Відповідно до Розпорядження Кабінету Міністрів України від 12 червня 2020 року № 722-р «Про визначення адміністративних центрів та затвердження територій територіальних громад Рівненської області» увійшло до складу Здолбунівської міської громади.

## Населення
Згідно з переписом УРСР 1989 року чисельність наявного населення села становила 880 осіб, з яких 395 чоловіків та 485 жінок.
За переписом населення України 2001 року в селі мешкало 811 осіб.

### Мова
Розподіл населення за рідною мовою за даними перепису 2001 року:
| Мова       | Відсоток |
| ---------- | -------- |
| українська | 98,70 %  |
| російська  | 1,30 %   |